# Navais
Navais era una freguesia portuguesa del municipio de Póvoa de Varzim, distrito de Oporto.

## Historia
Navais es una tierra poblada desde muy antiguo, situada en una llanura localizada a 5,6 km de la ciudad.
Fue mencionada por primera vez en el siglo IX como De Nabales. El Outeiro de Castro está habitado desde tiempos inmemoriales.
Esta población se halla ligada a varias leyendas, como la de la Moura Encantada (Mora Encantada).
Fue suprimida el 28 de enero de 2013, en aplicación de una resolución de la Asamblea de la República portuguesa promulgada el 16 de enero de 2013 al unirse con la freguesia de Aguçadoura, formando la nueva freguesia de Aguçadoura e Navais.

## Patrimonio
- Fonte da Moura Encantada